# Талдыбулак (Таскалинский район)
Талдыбулак (каз. Талдыбұлақ) — село в Таскалинском районе Западно-Казахстанской области Казахстана. Входит в состав Чижинского сельского округа. Код КАТО — 276053300.

## Население
В 1999 году население села составляло 275 человек (148 мужчин и 127 женщин). По данным переписи 2009 года, в селе проживало 129 человек (69 мужчин и 60 женщин).